# Шевченка, 27
Каза́рми ки́ївських арешта́нтських рот — перша кам'яна споруда на Бульварній вулиці (бульвар Шевченка, 27) у Києві. У 1849—1917 роках у будинку розміщувалися арештантські роти, згодом — Київське виправне арештантське відділення. 1918 року у приміщенні друкували перші українські гроші.
Пам'ятка місцевого значення.

## Київські арештантські роти

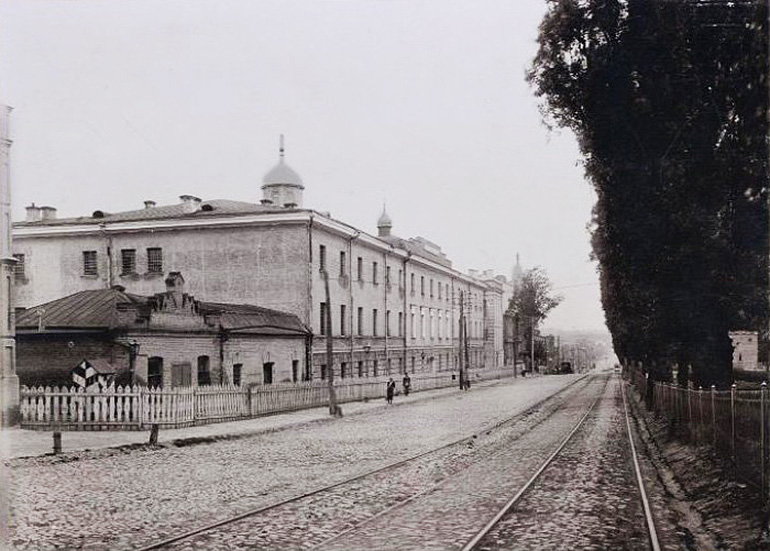
Будинок арештантських рот, 1900

1834 року російський цар Микола І підписав «Положення про устрій міста Києва» і «Положення про Київську арештантську роту цивільного відомства». Документи надали новоствореному київському будівельному комітету право залучати до будівництва безкоштовну робочу силу — арештантські роти.
У першу чергу київські арештанти насипали потужні земляні укріплення навколо Нової Печерської фортеці, вирівнювали стародавні вали і пробивали вулиці у Верхньому місті.

## Казарми арештантських рот
З 1834 до 1849 років казарми арештантських рот були розміщені на Подолі у Старому гостиному дворі на нинішньому провулку Хорива, 1.
У 1840-х роках у Києві проклали Бульварну вулицю. У 1845—1849 роках звели триповерховий комплекс київських арештантських рот, найпершу кам'яну споруду на цій вулиці. Під казарми відвели ділянку землі площею 2 десятини. Будівельними роботами керував майор Андрій Тілло.
Комплекс складався із казарм, розрахованих на дві арештантські роти, загальною кількістю до 600 осіб, і Борисоглібської церкви.
1906 року поряд звели триповерхову будівлю під майстерні.
З установленням у Києві радянської влади комплекс перетворили на 2-й БУПР (будинок суспільно-примусових робіт), філію Лук'янівської в'язниці.

## Комітетська (Борисоглібська) церква
1850 року на третьому поверсі заснували молитовню святих Бориса і Гліба, яку кияни прозвали «Комітетською».
Митрополит Філарет (Амфітеатров) храму пожертвував зі свого позаміського будинку дзвони, іконостас, богослужбові книги, церковний одяг та інше церковне начиння.
Участь у відправах могли брати також вільні парафіяни, але без можливості спілкуватися з ув'язненими. Завдяки пожертвуванням вірян розширили приміщення храму, облаштували хори для арештантів, замінили іконостас і закупили нове церковне начиння.
У 1930-х роках Борисоглібську церкву зруйнували більшовики.

## Монетне подвір'я

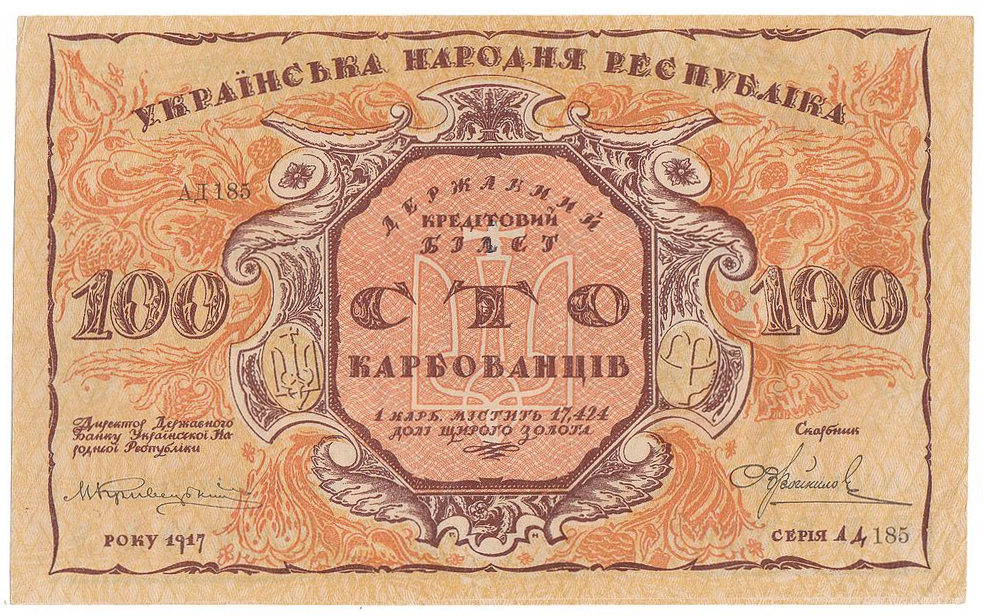
Банкнота номіналом 100 карбованців за проєктом Георгія Нарбута

З проголошенням Української Народної Республіки постало нагальне питання щодо запровадження власної грошової системи. 14 грудня 1917 року Українська Центральна Рада утворила у складі Міністерства фінансів спеціальний державний орган — Експедицію заготовлення державних паперів, на яку покладався обов'язок підготувати друк перших банкнот УНР і ввести в обіг власну грошову одиницю. Проєкт першої банкноти номіналом 100 карбованців підготував український художник Георгій Нарбут.
6 січня 1918 року Центральна Рада ухвалила Закон про випуск державних кредитових білетів УНР. Друкувати банкноти розпочали вже напередодні в друкарні Василя Кульженка на вулиці Пушкінській, № 4 (будівля не збереглась). Однак її виробничі потужності виявились недостатніми, щоб швидко видрукувати потрібну кількість банкнот. Експедиція заготовлення державних паперів переїхала до колишнього будинку виправного арештантського відділення, яке стало основним місцем друку українських грошей.

## Сучасне використання приміщення
Згодом у будівлі розміщувався навчальний заклад. У 1970-1990-х роках приміщення належало ПТУ № 14, а з 1996 року тут розташована Академія адвокатури України.
25 червня 2011 року Головне управління охорони культурної спадщини внесло будівлю до переліку пам'яток місцевого значення.

## Галерея

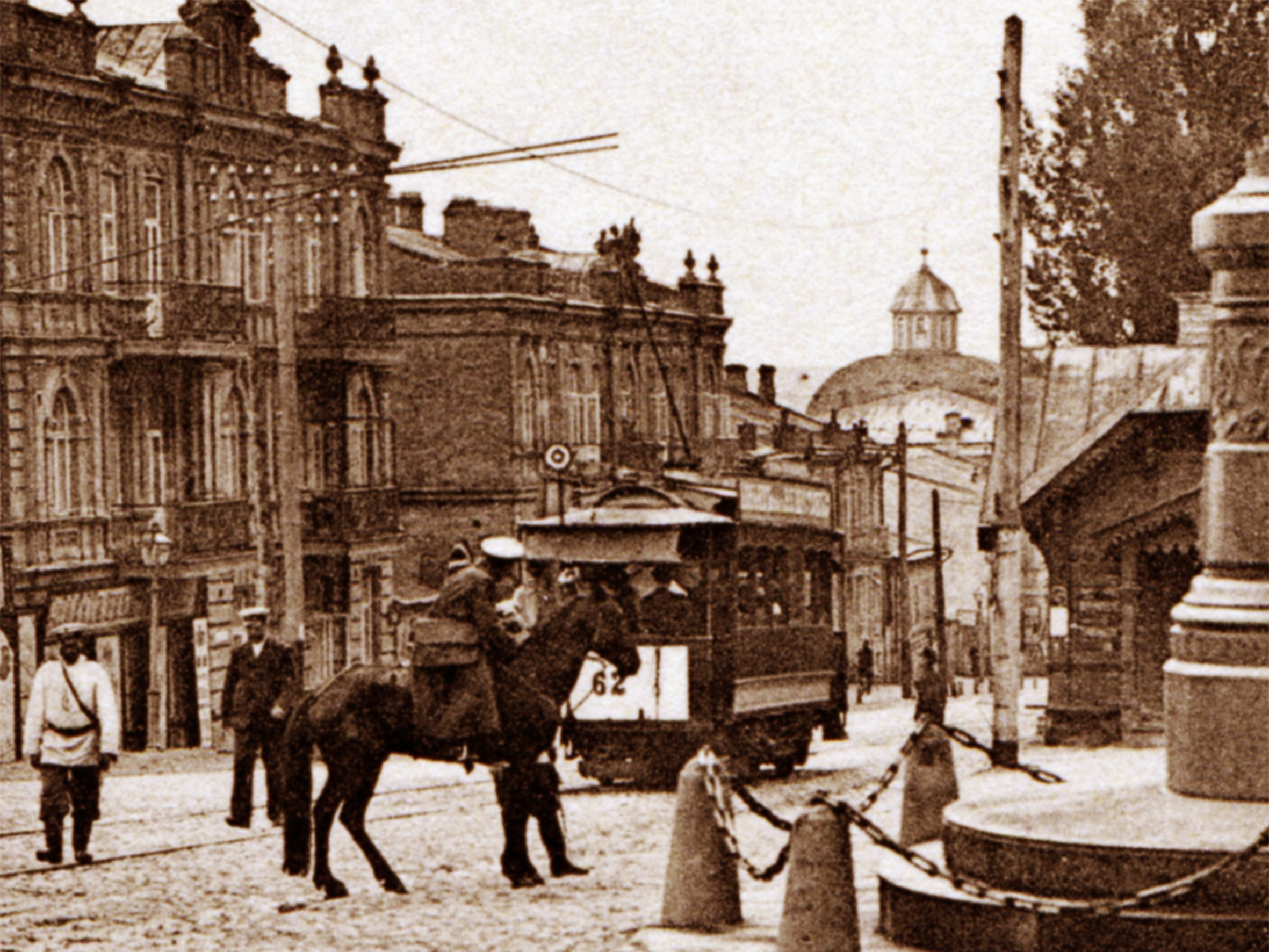
Комітетська церква (внизу бульвару)
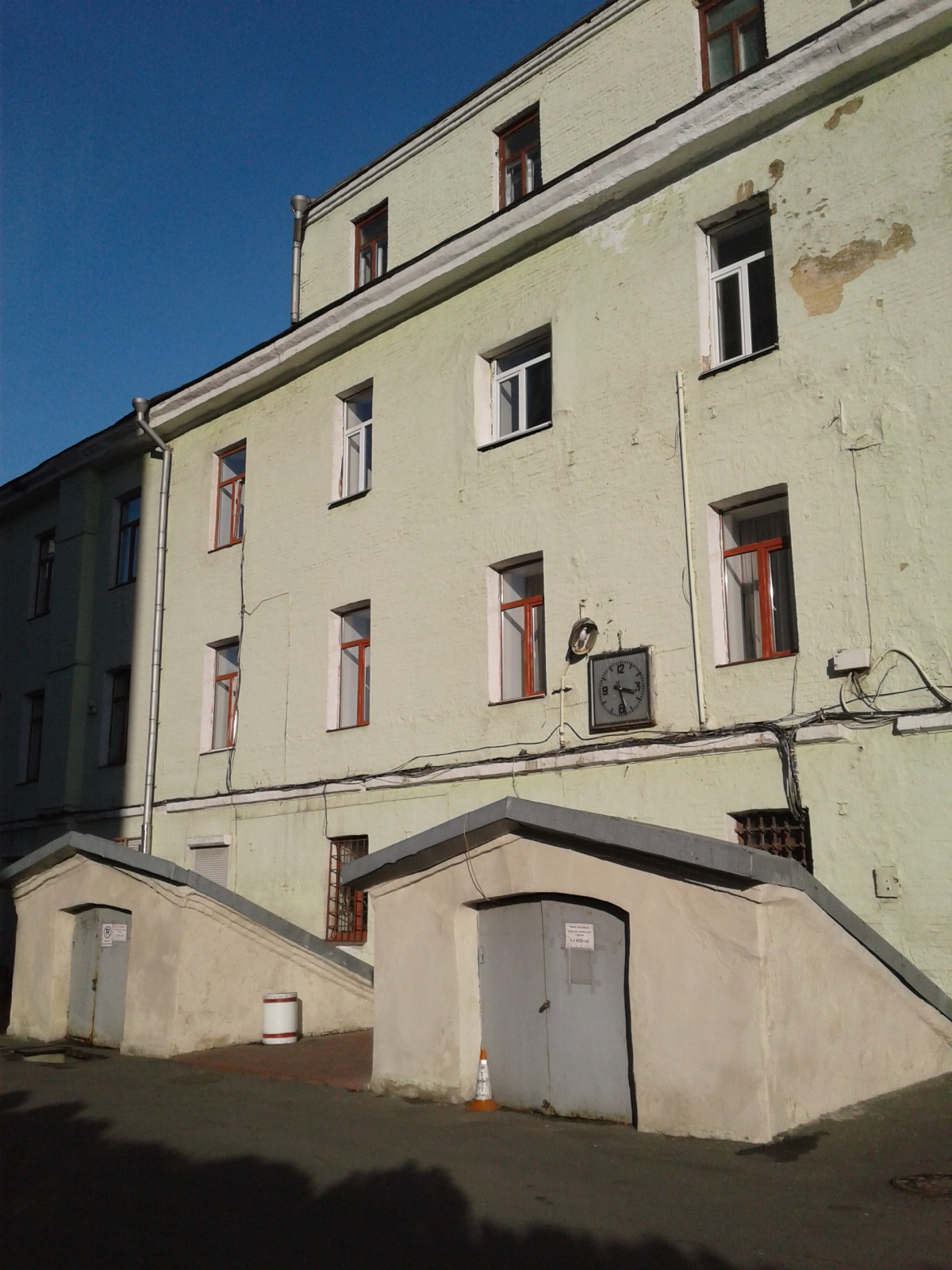
Внутрішнє подвір'я
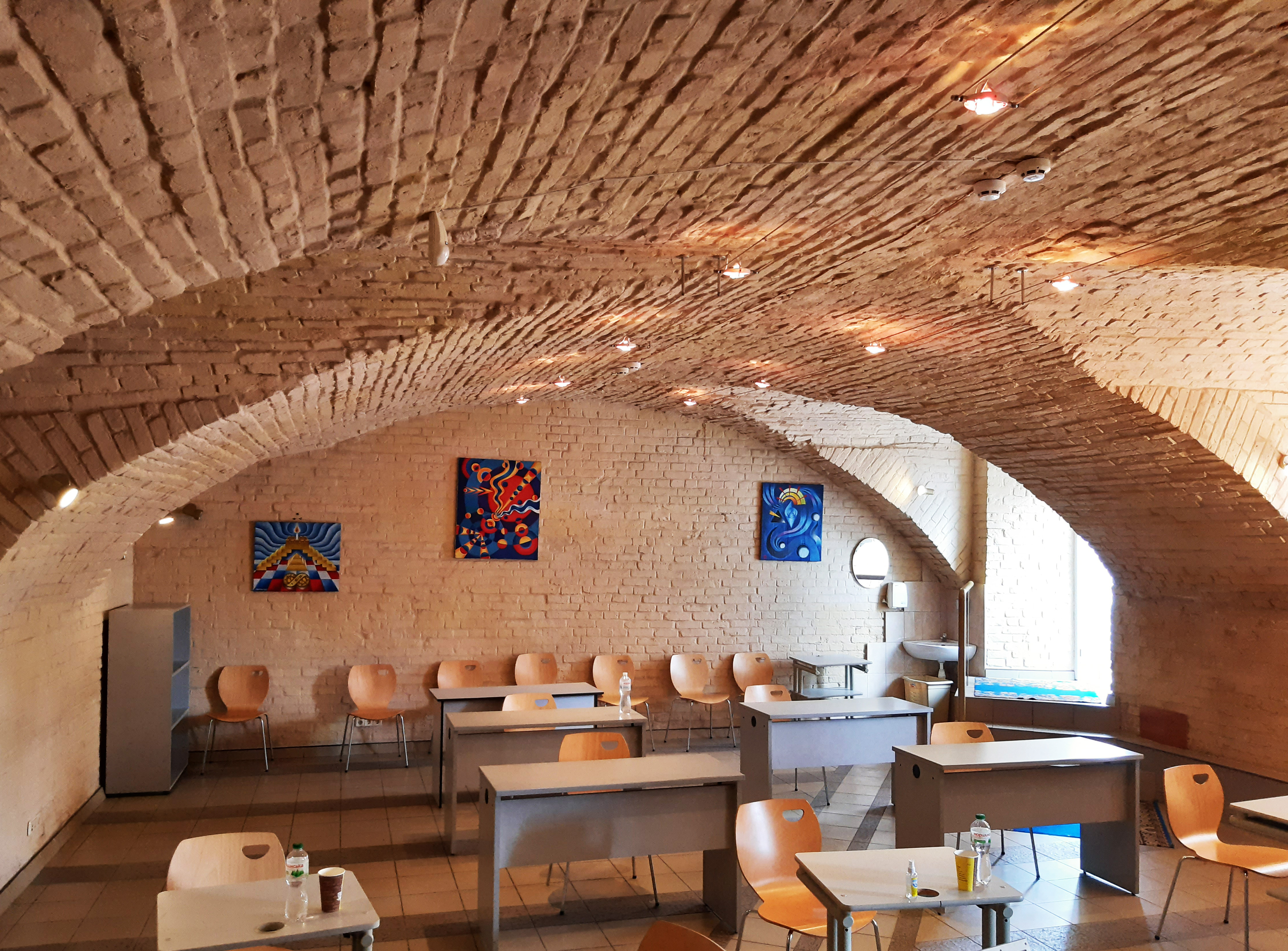
Перший поверх
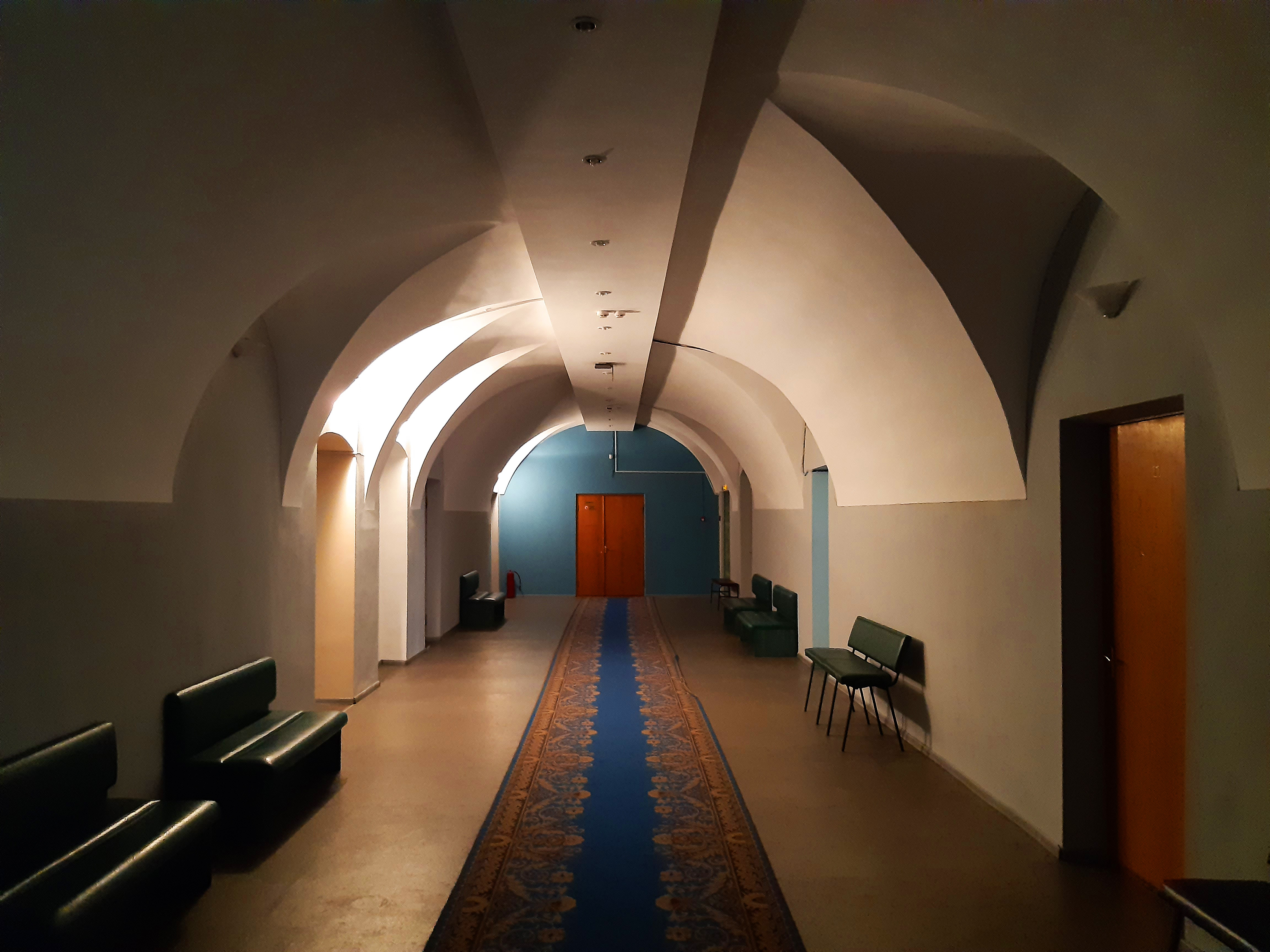
Другий поверх